# Psychotria polita
Psychotria polita är en måreväxtart som beskrevs av Theodoric Valeton. Psychotria polita ingår i släktet Psychotria och familjen måreväxter. Inga underarter finns listade i Catalogue of Life.